# Nosibe
Nosibe est une commune rurale malgache, située dans la partie nord de la région de Sava.